# International Conference on Learning Representations
L'International Conference on Learning Representations (ICLR) est une conférence annuelle sur l'apprentissage automatique. Depuis sa première édition en 2013, ICLR utilise l'open peer review (en) comme mode de sélection des articles soumis. En 2023, la conférence avait un taux d'acceptation de 32 %. 

## Historique
- 2024 :  Autriche, Vienne
- 2023 :  Rwanda, Kigali
- 2022 : en ligne
- 2021 :  Autriche, Vienne (en ligne)
- 2020 :  Éthiopie, Addis-Abeba (en ligne)
- 2019 :  États-Unis, La Nouvelle-Orléans
- 2018 :  Canada, Vancouver
- 2017 :  France, Toulon
- 2016 :  États-Unis, San Juan (Porto Rico)
- 2015 :  États-Unis, San Diego
- 2014 :  Canada, Parc national Banff
- 2013 :  États-Unis, Scottsdale